# Cría de cerdos

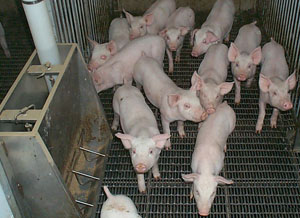
Lechones large white en una granja

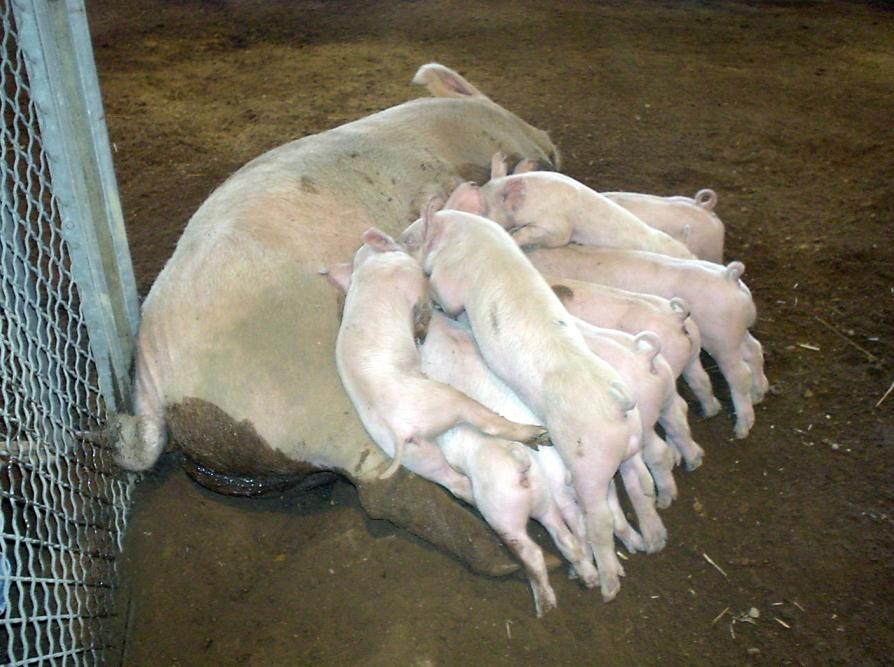
Una cerda large white amamantando a sus lechones

La porcinocultura es la cría de cerdos domésticos como ganado, y es una rama de la ganadería. Los cerdos se crían principalmente para obtener alimentos (por ejemplo, carne de cerdo: tocino, jamón) y pieles.
Los cerdos se adaptan a muchos estilos diferentes de cría: unidades comerciales intensivas, empresas comerciales de cría al aire libre o cría extensiva (se les deja vagar por un pueblo, una ciudad o una población, o se les ata en un refugio sencillo o se les mantiene en un corral fuera de la casa del propietario). Históricamente, los cerdos de granja se criaban en pequeñas cantidades y estaban estrechamente asociados a la residencia del propietario, o en el mismo pueblo o ciudad. Se valoraban como fuente de carne y grasa, y por su capacidad para convertir alimentos no comestibles en carne y estiércol. Los cerdos se han criado para eliminar la basura municipal a gran escala.
Todas estas formas de explotación porcina se utilizan hoy en día, aunque las granjas intensivas son, con diferencia, las más populares, debido a su potencial para criar una gran cantidad de cerdos de forma muy rentable. En los países desarrollados, las granjas comerciales albergan miles de cerdos en edificios de clima controlado. Los cerdos se crían en gran cantidad, con más de mil millones de cerdos sacrificados cada año en todo el mundo. La mayoría de los cerdos se destinan a la alimentación humana, pero también suministran piel, grasa y otros materiales para prendas de vestir, ingredientes para alimentos procesados, cosméticos y usos médicos.

## Producción y comercio
| Producción global de cerdos en 2019  | Producción global de cerdos en 2019 |
| ------------------------------------ | ----------------------------------- |
| Número en millones                   |                                     |
| 1. República Popular China           | 310.4 (36.5 %)                      |
| 2. Unión Europea (no incluido el RU) | 143.1 (16.83 %)                     |
| 3. Estados Unidos                    | 78.7 (9.26 %)                       |
| 4. Brasil                            | 40.6 (4.77 %)                       |
| 5. Rusia                             | 23.7 (2.79 %)                       |
| 6. Myanmar                           | 21.6 (2.54 %)                       |
| 7. Vietnam                           | 19.6 (2.31 %)                       |
| 8. México                            | 18.4 (2.16 %)                       |
| 9. Canadá                            | 14.1 (1.66 %)                       |
| 10. Filipinas                        | 12.7 (1.49 %)                       |

Los cerdos se crían en muchos países, aunque los principales países consumidores se encuentran en Asia, lo que significa que existe un importante comercio internacional e incluso intercontinental de cerdos vivos y sacrificados. A pesar de tener la cabaña más grande del mundo, China es un importador neto de cerdos, ya que China consume alrededor del 50 % de la producción mundial de carne de cerdo. La cantidad total de carne de cerdo consumida en China es de 57 millones de toneladas (a partir de 2021) y la carne de cerdo representó el 60 % del consumo total de carne dentro del país. China ha ido aumentando sus importaciones durante su desarrollo económico; muchos de sus 1200 millones de habitantes consideran la carne de cerdo como su principal alimento, a diferencia de otros países, donde la mayoría de la gente prefiere la carne de ave. Además, desde 2007, China posee una reserva estratégica de carne de cerdo con el mandato gubernamental de "estabilizar los precios de los cerdos vivos, evitar las caídas excesivas de los precios de los cerdos, que perjudican los intereses de los agricultores y aliviar los efectos negativos de la naturaleza cíclica de la producción porcina y los precios de mercado". En China, el gobierno interviene activamente en el mercado porcino durante los periodos de inestabilidad liberando reservas de carne de cerdo en el mercado cada vez que los cerdos se encarecen demasiado, con el fin de mantener bajos los precios para los consumidores. A la inversa, cuando los precios del cerdo se consideran demasiado bajos e insostenibles para los ganaderos, la reserva compra cerdos para garantizar que los ganaderos sigan siendo rentables.
Los mayores exportadores de cerdos son Estados Unidos, la Unión Europea y Canadá. Por ejemplo, más de la mitad de la producción canadiense (22,8 millones de cerdos) en 2008 se exportó a 143 países.
Entre los animales de carne, los cerdos tienen un índice de conversión alimenticia más bajo que el ganado vacuno, lo que puede proporcionar una ventaja en un precio unitario más bajo de la carne porque el costo del alimento animal por kilogramo o libra de carne resultante es menor. Sin embargo, también existen muchas otras variables económicas en la producción y distribución de carne, por lo que la diferencia de precio entre la carne de cerdo y la de vacuno en el punto de venta al por menor no siempre se corresponde estrechamente con la diferencia en los índices de conversión de los piensos. No obstante, el coeficiente favorable suele hacer que la carne de cerdo sea más asequible que la de vacuno.

## Relación entre operarios cuidadores y cerdos
La forma en que un ganadero interactúa con los cerdos afecta al bienestar animal, que en algunas circunstancias puede correlacionarse con las medidas de producción. Muchas interacciones rutinarias pueden causar miedo, lo que puede provocar estrés y una disminución de la producción.
Existen varios métodos de manipulación de los cerdos que pueden dividirse en aquellos que provocan reacciones positivas o negativas en los animales. Estas reacciones se basan en cómo interpretan los cerdos el comportamiento del manipulador.

### Interacciones negativas
Muchas interacciones negativas con los cerdos se deben a que los ganaderos tratan con un gran número de cerdos. Por ello, muchos cuidadores pueden caer en la complacencia respecto al bienestar animal y no garantizar interacciones positivas con los cerdos. Las interacciones negativas incluyen interacciones táctiles demasiado fuertes (golpes, puñetazos y patadas), el uso de picanas eléctricas y movimientos rápidos. También puede incluir el darles muerte. Sin embargo, no es una opinión común que la muerte sea una interacción negativa. Estas interacciones pueden provocar miedo en los animales, que puede convertirse en estrés. Las interacciones táctiles demasiado intensas pueden provocar un aumento de los niveles basales de cortisol (una hormona del "estrés"). Las interacciones negativas que provocan miedo hacen que las reacciones de huida de los cerdos puedan ser extremadamente enérgicas, con el consiguiente riesgo de lesiones tanto para el ganado como para los operarios. El estrés puede provocar inmunosupresión, lo que aumenta la susceptibilidad a las enfermedades. Los estudios han demostrado que estas técnicas negativas de manejo provocan una reducción general de las tasas de crecimiento de los cerdos.
"En Canadá, el gobierno federal no regula el trato en las granjas y la mayoría de las provincias tienen legislación sobre crueldad animal, pero suelen contener expectativas para las prácticas agrícolas generales". Debido a esta falta de legislación, se perpetúa el trato cruel de los cerdos. "Los códigos de prácticas de la NFACC son desarrollados en mayor medida por la industria y no se hacen cumplir con la supervisión de terceros".

### Interacciones positivas
Varias interacciones pueden considerarse positivas o neutras. Las interacciones neutras se consideran positivas porque, junto con las interacciones positivas, contribuyen a una relación global no negativa entre el ganadero y la población de cerdos. Los cerdos suelen temer los movimientos rápidos. Al entrar en un corral, es una buena práctica que el ganadero entre con movimientos lentos y deliberados. Esto minimiza el miedo y, por tanto, reduce el estrés. Los cerdos son animales muy curiosos. Permitir que los cerdos se acerquen y huelan mientras se les da una palmadita o se apoya la mano en su lomo son ejemplos de comportamiento positivo. Los cerdos también responden positivamente a la interacción verbal. Minimizar el miedo a los humanos permite a los cuidadores realizar las prácticas ganaderas de forma más segura y eficiente. Al reducir el estrés, los animales se sienten más cómodos para alimentarse cuando están cerca de los cuidadores, lo que se traduce en un aumento de la productividad.

## Repercusiones en la cría de cerdas
Los cerdos criados en sistemas de confinamiento tienden a producir 23,5 lechones al año. Entre 2013 y 2016, las tasas de mortalidad de cerdas casi se duplicaron en Estados Unidos, del 5,8 al 10,2 %. Entre el 25 y el 50 % de las muertes fueron causadas por prolapso.
Otras causas probables de muerte son la carencia de vitaminas, micotoxinas en el pienso, dietas de alta densidad o problemas abdominales. El Centro de la Industria Porcina de Iowa recopila datos de mortalidad en colaboración con el National Pork Board para recoger datos de más de 400 000 cerdas de 16 estados de Estados Unidos. Las granjas varían en tamaño y tipos de instalaciones. El aumento de las tasas de mortalidad preocupa a la industria, por lo que se invierte dinero en investigación para encontrar soluciones.

## Manipulación genética
Los cerdos fueron criados originalmente para ganar peso y grasa dorsal rápidamente a finales de los años ochenta. En una América moderna más concienciada con la grasa, los cerdos se crían ahora para que tengan menos grasa dorsal y produzcan más crías, lo que presiona demasiado el cuerpo de la cerda y se considera una de las causas de la actual epidemia de prolapso. Investigadores y veterinarios buscan formas de influir positivamente en la salud de los cerdos y beneficiar al negocio porcino sin restar mucho a la economía.

## Terminología
Los cerdos se crían en muchas partes, por lo que la terminología está bien desarrollada:
- Cerdo, puerco o marrano, la especie en su conjunto o cualquier miembro de ella.[23]
- Lechón, cerdo, cerdo joven no destetado, o cualquier cerdo inmaduro.
- Cerda, hembra reproductora o hembra después de la primera o segunda camada.[24]

### Cerdos para la matanza

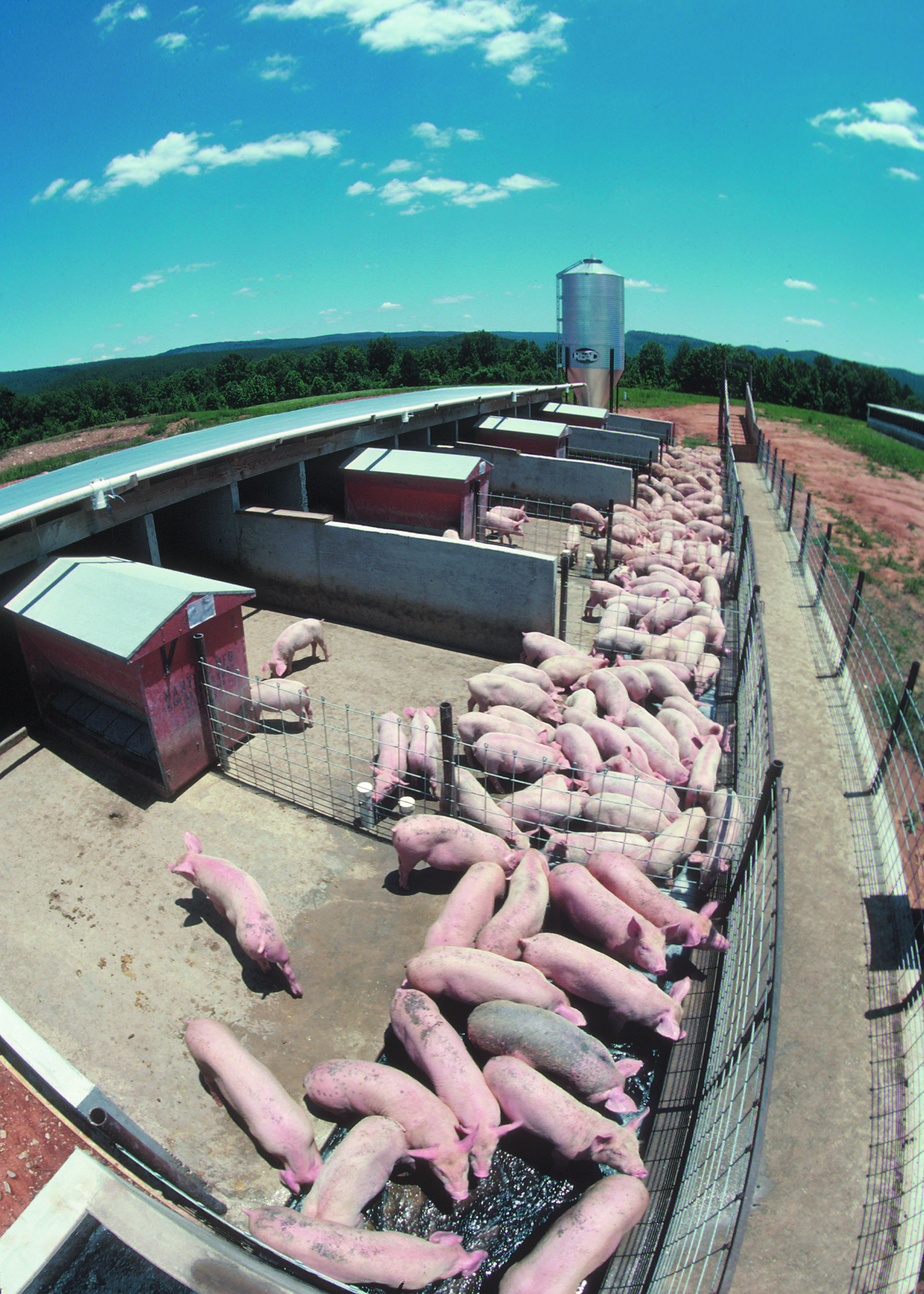
Engorde de cerdos en una granja

- Cochinillo, lechón sacrificado por su carne tierna.
- Cerdo de engorde, cerda destetada o lechona que pesa entre 18 kg y 37 kg de 6 a 8 semanas de edad y que se vende para ser sacrificada.
- Cerdo carnicero, un cerdo de aproximadamente 100 kg, listo para el mercado. En algunos mercados (Italia), el peso final del cerdo carnicero se sitúa en torno a los 180 kg. Suelen tener patas traseras adecuadas para producir jamón curado.
- Cerdo reproductor de desecho vendido para carne; suele referirse específicamente a una cerda de desecho, pero a veces se utiliza en referencia a los verracos.

### Tipo de explotaciones
Las explotaciones de producción son las que están dedicadas a la producción de lechones para su engorde y sacrificio, bien sea directamente o previo paso por una recría o transición de lechones, pudiendo generar sus reproductores para la autoreposición. De acuerdo con el destino de los mismos, se subdividen en explotaciones de:
- Ciclo cerrado: el destino de los animales es la propia explotación. Las instalaciones posibilitan que todas las fases, es decir, el nacimiento, la cría, la recría o transición y el cebo, tienen lugar en una misma explotación, utilizando únicamente la producción propia.
- Producción de lechones: el destino de los animales es una explotación de recría o transición o a una explotación de cebo autorizada o el matadero. El proceso productivo se limita al nacimiento y la cría hasta el destete, pudiendo prolongar el mismo hasta la recría o transición de los lechones.
- Tipo mixto: parte de los lechones nacidos en estas explotaciones se destinarán a la recría o cebo en otras explotaciones o a un matadero y otra parte de los animales permanecerá en la explotación para su cebo completo.

Las explotaciones de cebo son las dedicadas al engorde de lechones con destino final a matadero. Por sus especiales características, existen dos tipos particulares de explotaciones de cebo que tienen su propia clasificación zootécnica:
- 1.º Cebo: aquellas explotaciones de cebo que albergan lechones desde el final de la fase de recría o transición, completando el engorde hasta su salida con destino a matadero.
- 2.º Cebo desde destete a acabado: aquellas explotaciones de cebo que albergan lechones desde su destete completando el engorde hasta su salida con destino a matadero.

### Grupos
- Piara, grupo de cerdos o todos los cerdos de una granja o región.

### Partes de cerdo
- Manitas,  las pezuñas de los cerdos (tienen cuatro dedos en cada pata y caminan principalmente sobre los dos centrales, más grandes).

### Alojamiento

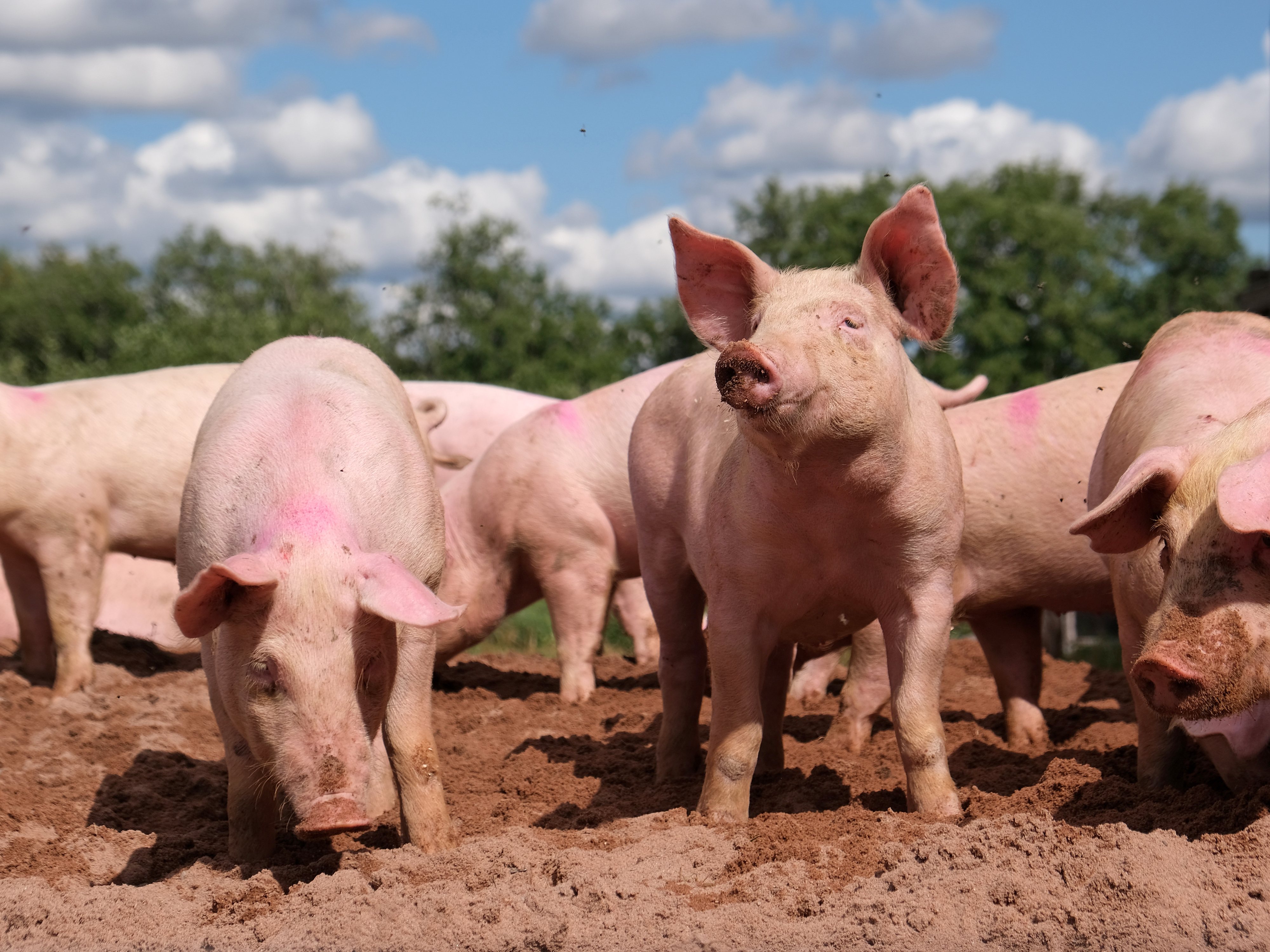
Granja de cerdos en Vampula, Finlandia.

- Pocilga, una pequeña porqueriza, generalmente con un corral al aire libre o un confinamiento para cerdos.
- Cobertizo para cerdos, una porqueriza más grande.

## Impactos ambientales y de salud
Las heces y los residuos suelen esparcirse por las zonas circundantes, contaminando el aire y el agua con partículas de residuos tóxicos. Los residuos de los cerdos de estas granjas transportan una gran cantidad de patógenos y bacterias, así como metales pesados. Estas toxinas pueden filtrarse a través del suelo hasta las aguas subterráneas, contaminando las reservas de agua potable. Los patógenos también pueden ser transportados por el aire, contaminando el aire y dañando a las personas cuando los ingieren. Se ha demostrado que el contenido de los residuos tiene consecuencias perjudiciales para la salud, así como la proliferación de algas nocivas en las masas de agua circundantes. Debido a las Operaciones Concentradas de Alimentación Animal (CAFO), las personas que viven en los alrededores de las granjas porcinas tienden a experimentar complicaciones de salud. Los síntomas incluyen dolores de cabeza, náuseas y debilidad debido a los humos que emiten estas granjas. Las personas que trabajan directamente en estas granjas suelen experimentar estos síntomas con mayor intensidad. Normalmente, los trabajadores de estas granjas experimentan problemas respiratorios como sibilancias, tos y opresión en el pecho, así como irritación ocular y nasal, lo que se debe en parte a la mala calidad del aire debido a que las partículas de aire están contaminadas con heces de cerdo.
La EPA y los legisladores federales han redactado poca o ninguna normativa en torno a las CAFO para proteger el bienestar tanto del medio ambiente como de los seres humanos frente a sus impactos. El único permiso exigido por la ley federal sobre la escorrentía de aguas residuales de las CAFO es el permiso del Sistema Nacional de Eliminación de Descargas Contaminantes (National Pollutant Discharge Elimination System, NPDES). Sin embargo, una de las prácticas de gestión de residuos más perjudiciales utilizadas en las granjas porcinas, las lagunas de estiércol, están poco o nada reguladas, ya que no están conectadas a una fuente de agua en movimiento y, por tanto, no se consideran una amenaza inminente para la salud humana o medioambiental.

## Riesgos laborales
Entre los riesgos laborales más comunes a los que se enfrentan los criadores de cerdos se incluyen, entre otros, la exposición a gases tóxicos y partículas. La Administración de Salud y Seguridad Ocupacional (OSHA) establece normas de salud y seguridad para las sustancias peligrosas en el lugar de trabajo, denominadas límites de exposición permisibles (PEL). Existen PEL específicos para los gases tóxicos y las partículas, y la OSHA aplica legalmente estas normas para garantizar la protección de la salud y la seguridad de los trabajadores.

### Exposición a gases tóxicos y partículas

Los gases tóxicos pueden acumularse hasta niveles peligrosos en las granjas de cerdos

Como resultado de la descomposición de las heces de los cerdos, se producen gases tóxicos como el sulfuro de hidrógeno, amoníaco, metano y dióxido de carbono y estos gases se concentran altamente en espacios cerrados de las granjas de cerdos, lo que puede ser peligroso para la salud si se inhalan. El monóxido de carbono es otro gas tóxico comúnmente asociado que puede acumularse en las granjas porcinas como resultado del atrapamiento de subproductos de la combustión, como el mal funcionamiento de hornos o fuentes de calor de gas, en ausencia de una ventilación adecuada.
El gas sulfuro de hidrógeno tiene un olor nauseabundo a "huevos podridos" en concentraciones bajas, pero paraliza el nervio olfativo en concentraciones más altas, de modo que no se percibe ningún olor.  La exposición a niveles altos, mucho más allá del PEL de OSHA, de sulfuro de hidrógeno puede causar parálisis respiratoria fatal. La fuente común de sulfuro de hidrógeno son las fosas de estiércol cubiertas que se encuentran bajo los establos de los cerdos y que actúan como depósitos de heces. Estas fosas de estiércol deben vaciarse periódicamente y, durante este proceso, se liberan altos niveles de sulfuro de hidrógeno que se filtran en los establos de los cerdos. Durante este proceso de vaciado, los establos de los cerdos deben estar vacíos de habitantes humanos o animales y requieren un "periodo de espera" de varias horas hasta que los ocupantes puedan volver a entrar en el establo de forma segura.
El gas amoniaco tiene un fuerte olor que puede percibirse a niveles bajos, por debajo del PEL de la OSA, pero no tiene efectos negativos para la salud. A niveles más altos, el amoniaco es irritante para las membranas mucosas del cuerpo, como los ojos, la nariz, la boca, la garganta y los pulmones. Las partículas que flotan en el aire de los establos suelen absorber amoniaco, que se inhala y aumenta el efecto irritante del amoniaco.
El metano y el dióxido de carbono son gases combustibles, lo que significa que pueden arder, incendiarse o explotar fácilmente. También se les conoce como asfixiantes químicos y en niveles elevados pueden provocar asfixia al desplazar el oxígeno del aire.
Las partículas se producen cuando pequeños fragmentos de pelo o piel de cerdo, heces secas o alimento pueden desprenderse y quedar suspendidos en el aire en los establos de cerdos. El aumento de la concentración de partículas en el aire, especialmente en espacios confinados, puede provocar irritación del tracto respiratorio y otros efectos sobre la salud cuando se inhala. Las bacterias y los virus, como la influenza, pueden viajar por el aire en partículas y aumentar el riesgo de transmisión de enfermedades.
La OSHA exige que los gases tóxicos y las partículas se midan al menos dos veces al año, preferiblemente en los meses de otoño y de nuevo en invierno, cuando la ventilación natural es más reducida. También se recomienda a los trabajadores que usen respiradores N-95 y protección para los ojos cuando estén dentro de los establos de cerdos para evitar la inhalación de gases tóxicos y partículas, así como la irritación de los ojos.

## Cuestiones geopolíticas
Como ocurre con otros productos básicos, la carne de cerdo plantea retos en la política del comercio internacional, ya que los intereses nacionales compiten y buscan modus vivendi económicos. Los cambios en la política pueden alterar los equilibrios existentes, provocando ansiedad económica. Por ejemplo, en 2020, el sector porcino de Taiwán se vio afectado por la decisión de permitir las importaciones procedentes de Estados Unidos sin etiquetar el uso de ractopamina. Las opiniones de los ganaderos variaban en cuanto a lo negativos que podían ser los efectos. Las cuestiones de orgullo y grado de autarquía también figuran en estos debates; la gente se pregunta comprensiblemente si los cambios en la competencia comercial dañarán profundamente la capacidad de producción nacional, mientras que las respuestas cuantitativas precisas son a menudo difíciles de encontrar en medio del debate.

## Medicamentos

### Promotores de crecimiento

#### Ractopamina
La mayoría de los cerdos de Estados Unidos reciben ractopamina, que favorece la musculatura en lugar de la grasa, un aumento de peso más rápido y la reducción de costes y contaminantes en el medio ambiente. Estos cerdos consumen menos pienso para alcanzar el peso de acabado y producen menos estiércol. La Unión Europea, China, Rusia y otros países no han aprobado el uso de la ractopamina.

#### Colistina
China utilizó en su día la colistina (un antibiótico) como promotor del crecimiento (uso antibiótico subterapéutico), pero descubrió una forma de bacteria E. coli resistente a la colistina en un cerdo de una granja de Shanghái en 2013. Las investigaciones condujeron entonces a la identificación de "un gen denominado MCR-1 que permitía a las bacterias sobrevivir al tratamiento con colistina en animales y seres humanos". En 2016, estos hallazgos llevaron a China a prohibir la colistina como promotor del crecimiento.

### Antibióticos
Una revisión sistemática descubrió que las penicilinas y las tetraciclinas eran los antibióticos más utilizados en cerdos.

## Parásitos
La toxoplasmosis es una presión constante en la cría de cerdos. En todo el mundo, el porcentaje de cerdos que albergan parásitos viables de Toxoplasma gondii se ha medido entre el 3% y el 71,43%. Las encuestas de seroprevalencia (anticuerpos de T. gondii en sangre) son más comunes, y dichas mediciones son indicativas de la elevada seroprevalencia relativa en cerdos de todo el mundo.:145-151 Se ha observado que los lechones neonatos sufren toda la gama de gravedad, incluida la progresión hasta la muerte fetal: 153: 95 Esto se demostró especialmente en el trabajo fundacional de Thiptara et al. 2006, en el que se informaba del nacimiento de una camada de tres nacidos muertos y seis vivos en Tailandia. Esta observación ha sido relevante no sólo para ese país, sino para el control de la toxoplasmosis en la porcicultura en todo el mundo:: 95 

## Higiene
Schmidt et al descubrieron que las condiciones de crianza excesivamente higiénicas impiden el desarrollo adecuado de la microbiota intestinal. 2011. Moore y cols. 1995 describe la patología de la infección por Cryptosporidium, una dificultad común en la producción de lechones.
En un intento de frenar enfermedades como la peste porcina africana, varias empresas chinas han construido megacomplejos de varios pisos de altura para alojar a miles de cerdos. Los edificios han sido bautizados como "hoteles porcinos" y cuentan con estrictos protocolos y avanzados sistemas de limpieza, veterinarios y de eliminación. Sin embargo, los especialistas en políticas y los científicos especializados en animales han puesto en duda la eficacia de estas instalaciones para prevenir brotes. El bienestar de los animales también ha sido motivo de preocupación, y se ha sugerido que el escaso bienestar de los cerdos puede causar una disminución de su inmunidad.